# Ulrich Reinthaller
Ulrich Reinthaller (* 28. August 1964 in Wien) ist ein österreichischer Theater-, Film- und Fernsehschauspieler.

## Leben
Ulrich Reinthaller wurde als Sohn eines Architekten geboren. Er war als Kind Mitglied der Mozart Sängerknaben. Von 1981 bis 1984 ließ er sich am Wiener Max-Reinhardt-Seminar zum Schauspieler ausbilden. Im Anschluss gehörte er 1984/85 zum Ensemble des Theaters in der Josefstadt, erhielt Gastengagements am Wiener Volkstheater und war von 1985 bis 1993 Ensemblemitglied des Wiener Burgtheaters.
Reinthaller feierte sein Leinwanddebüt 1985 in der Titelrolle des Dramas Lieber Karl von Maria Knilli, das den Deutschen Filmpreis für die beste Regie erhielt und wofür er zu den Internationalen Filmfestspielen von Cannes eingeladen wurde. Zu Reinthallers bekanntesten Fernsehrollen gehört diejenige des Arztes Dr. Markus Kampmann in der Fernsehserie Hallo, Onkel Doc!, die er von 1994 bis 1998 verkörperte und für die er 1995 mit dem Bambi (Leserwahl) für die beste Hauptrolle in einer Ärzteserie ausgezeichnet wurde. Davor und danach war er in zahlreichen Film- und Fernsehproduktionen zu sehen; unter anderem schlüpfte Reinthaller 1999 im Rahmen der Serie Klinik unter Palmen ein weiteres Mal in die Rolle eines Arztes.
Seit 2002 tritt Reinthaller bei Rezitations- und Leseaufführungen auf. 2009 errichtete er das Seminar.Kunst.Haus Phönixberg, das zwei Jahre später den Seminarbetrieb aufnahm. 2013 eröffnete er das Dialogikum Phönixberg.
Der geschiedenen Ehe mit Schauspielerin Regina Fritsch entstammen zwei Kinder. Aus der geschiedenen Ehe mit Barbara Pachl-Eberhart entstammt eine weitere Tochter.

## Filmografie (Auswahl)
- 1985: Lieber Karl
- 1989: Follow Me
- 1990: A Licensed Liberty
- 1991: Sehnsüchte oder Es ist alles unheimlich leicht
- 1992: Operation Radetzky
- 1993: Die Rebellion
- 1994: Etwas am Herzen
- 1994–1998: Hallo, Onkel Doc!
- 1997: La Disgrâce
- 1999: Schlosshotel Orth
- 2000: Probieren Sie’s mit einem Jüngeren
- 2001: Marafona
- 2002: Die Katzenfrau
- 2003: Jetzt erst recht
- 2004: SOKO Kitzbühel
- 2004: Der Bestseller – Wiener Blut
- 2005: Das Traumhotel – Zauber von Bali
- 2006: Der Arzt vom Wörthersee I
- 2007: Der Arzt vom Wörthersee II – Schatten im Paradies
- 2008: Der Arzt vom Wörthersee III – Ein Wink des Himmels
- 2008: Der Arzt vom Wörthersee IV – Ein Rezept für die Liebe
- 2015: SOKO Kitzbühel
- 2017: Schnell ermittelt – Wolf Brennersdorfer
- 2024: Landkrimi: Steirermord (Fernsehreihe)